# Żukowo-Wawrzonki
Żukowo-Wawrzonki (prononciation : [ʐuˈkɔvɔ vaˈvʐɔŋki]) est un village polonais de la gmina de Płońsk dans le powiat de Płońsk de la voïvodie de Mazovie dans le centre-est de la Pologne.
Il se situe à environ 4 kilomètres au sud-ouest de Raciąż (siège de la gmina), 26 km au nord-ouest de Płońsk (siège du powiat) et à 88 km au nord-ouest de Varsovie (capitale de la Pologne).

## Histoire
De 1975 à 1998, le village appartenait administrativement à la voïvodie de Ciechanów.